# Анамбра
Ана́мбра (англ. Anambra State) — штат на півдні Нігерії. Один з найменших за площею штатів Нігерії (35-е місце з 36). Адміністративний центр штату — місто Авка. Найбільші міста — Оніча і Нневі. Штат названий за річкою Анамбра.

## Історія
На території штату з X століття по 1911 рік розташовувалася середньовічна держава Нрі. Після здобуття Ніґерією незалежності Анамбра була ареною війни Біафра: в місті Улі/Аморка був побудований аеродром, яким до Біафри через Сан-Томе доставлялася гуманітарна допомога. Шведський авіатор Карл Густав фон Розен допоміг організувати повітряний флот Біафри у складі з п'яти літаків Malmö MFI-9 і мав базу на летовищі Уга.
У 1976 році, під час розподілу Східного Центрального штату був утворений штат Анамбра, який 1991 року був розділений на сучасний штат Анамбра і штат Енугу.

## Населення
Переважну частину (98 %) населення штату становить народ ігбо. Меншість ігала проживає на північному сході штату.

## Адміністративно-територіальний поділ
Штат розділений на 21 територію місцевого адміністративного управління.

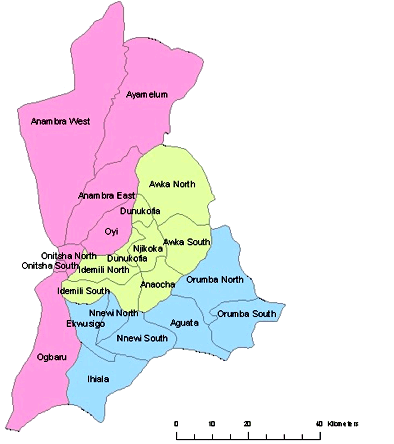
Мапа адміністративного поділу штату Анамбра.

- Aguata
- Awka North
- Awka South
- Anambra East
- Anambra West
- Anaocha
- Ayamelum
- Dunukofia
- Ekwusigo
- Idemili North
- Idemili South
- Іхіала
- Njikoka
- Nnewi North
- Nnewi South
- Ogbaru
- Onitsha North
- Onitsha South
- Orumba North
- Orumba South
- Oyi

## Економіка
На території штату ведеться видобуток природного газу, нафти та бокситів. У 2006 році тут був відкритий перший в Нігерії приватний нафтопереробний завод, Orient Petroleum Refinery. Практично вся його територія придатна для землеробства. Серед іншого, культивуються олійна пальма, кукурудза, рис, ямс та маніока.